# PD-137889
PD-137889 (N-metilheksahidrofluorenamin) je hemijsko jedinjenje koje je aktivno kao antagonist NMDA receptora u centralnom nervnom sistemu sa oko 30 puta većom pontentnošću od „glavnog predstavnika” svoje klase, ketamina, i koristi se kao zamena za fenciklidin u studijama na životinjama. Ki [3H]TCP vezivanje = 27 nM u odnosu na ketamin sa Ki = 860 nM.

## Napomene
1. ↑  [3H]N-[1-(2-tienil)cikloheks-il]piperidin